# 志布志村
志布志村（しぶしむら）は、鹿児島県南諸県郡にあった村。1891年（明治24年）2月に分割され、それぞれ東志布志村・西志布志村・月野村となって消滅した。
現在は志布志市（旧松山町域を除く）と曽於市大隅町月野の各一部。

## 地理
- 山：笠祇岳・御在所岳
- 川：安楽川・菱田川
- 島嶼：枇榔島

### 大字
志布志村は帖・安楽・志布志・夏井・内之倉・田之浦・蓬原・野神・野井倉・原田・伊崎田・月野の12大字で構成されていた。
志布志村域は現在の志布志市志布志町帖・志布志町安楽・志布志町志布志・志布志町夏井・志布志町内之倉・志布志町田之浦・有明町蓬原・有明町野神・有明町野井倉・有明町原田・有明町伊崎田と、曽於市の大隅町月野の各一部となっている。

## 歴史
- 1889年（明治22年）4月1日　- 町村制施行に伴い、南諸県郡帖村・安楽村・志布志村・夏井村・蓬原村・内之倉村・田之浦村・月野村・野神村・野井倉村・原田村・伊崎田村の区域より南諸県郡志布志村が成立[2]。
- 1891年（明治24年）8月8日 - 大字帖・安楽・志布志・夏井・内之倉・田之浦を東志布志村、大字蓬原・野神・野井倉・原田・伊崎田を西志布志村、大字月野を月野村に分割。これに伴い志布志村が廃止される[2][3]。